# Atami (Šizuoka)
Atami (japonsky:熱海市 Atami-ši) je přístavní město v prefektuře Šizuoka v Japonsku. Žije zde přes 37 tisíc obyvatel. Město se orientuje na cestovní ruch díky svým plážím a poté na rybolov.

## Partnerská města
- Beppu, Japonsko (srpen 1966)
- Cascais, Portugalsko (červenec 1990)
- Ču-chaj, Čínská lidová republika (červenec 2004)
- Sanremo, Itálie (listopad 1976)